# Stipa planaltina
Stipa planaltina là một loài thực vật có hoa trong họ Hòa thảo. Loài này được A.Zanin & Longhi-Wagner miêu tả khoa học đầu tiên năm 1990.